# Grisélidis Réal
Pour les articles homonymes, voir Réal.
Grisélidis Réal, née le 11 août 1929 à Lausanne et morte le 31 mai 2005 à Genève, est une écrivaine, artiste peintre et prostituée suisse.

## Biographie
Née dans une famille d'enseignants, au sein d'un milieu bourgeois et cultivé, Grisélidis Réal rejoint son père à Alexandrie à l'âge de six ans et passe son enfance en Égypte et en Grèce, où son père meurt alors qu'elle a neuf ans. Elle a deux sœurs. Revenue à Lausanne avec sa mère, Grisélidis en reçoit une éducation très rigide contre laquelle elle se révolte. Souffrant de la tuberculose, elle est envoyée dans un sanatorium.
Elle entreprend des études à l'école des arts décoratifs de Zurich et est diplômée en 1949. Mariée à vingt ans, elle a un premier fils en 1952, puis se sépare de son mari et a une fille en 1955 avec un autre homme. Elle a un second fils en 1956 dans une tentative de recoller son mariage, qui finira néanmoins par un divorce. Elle aura un dernier fils avec César Gattegno, en 1959.
Elle tente d'abord de gagner sa vie comme artiste peintre. Partie à Munich avec un Américain schizophrène et deux de ses enfants, en butte à la violence de son amant et à son cruel manque de ressources, elle décide en 1961 de se prostituer. Un métier qui lui permet de nourrir ses enfants, qu'elle pratique d'abord comme un moyen de survie, puis comme une militante, jusqu'en 1995.
Elle est emprisonnée en Allemagne pour avoir vendu de la marijuana à des soldats américains, puis rapatriée en Suisse, où elle continue de se prostituer quelque temps. Elle commence à écrire en prison et à peindre. Elle tente de quitter la prostitution grâce à une bourse afin de se consacrer à l'écriture de son autobiographie, Le noir est une couleur, et à sa peinture.
Au cours des années 1970, Grisélidis Réal devient une activiste, une des meneuses de la « Révolution des prostituées » à Paris, où elle vit de 1973 à 1977 : 500 femmes prostituées occupent la chapelle Saint-Bernard-de-Montparnasse en juin 1975 et réclament la reconnaissance de leurs droits. Rejetant l'argument selon lequel une femme ne se prostitue que si elle y est obligée par le souteneur, elle déclare que la prostitution peut aussi être un choix, une décision. Elle tient à ce que sur ses documents officiels figurent non seulement écrivain mais aussi « péripatéticienne », qu'elle considère comme une deuxième profession. Elle apparaît, filmée chez elle en 1975 ou 1976, à la fin du documentaire Prostitution de Jean-François Davy.
Elle critique vivement les féministes des années 1970 : « Elles nous prennent la parole, nous infantilisent… elles sont pires que le pire des clients ».
Grisélidis amène sa « Révolution » à Genève en 1977 et reprend la prostitution, activité abandonnée sept ans auparavant. Elle est une des fondatrices, en 1982, de l'association de défense des prostituées Aspasie. Elle a étendu son combat en participant à des conférences internationales, en venant parler de ce qu'elle considère comme son métier dans des universités, en donnant de nombreuses interviews et en animant des réunions publiques. Dans son petit appartement des Pâquis, elle crée un centre international de documentation sur la prostitution.
Parallèlement à ce combat politique, Grisélidis Réal a toujours revendiqué un rôle social de la prostitution, qu'elle considère comme une activité qui soulage les misères humaines et qui a sa grandeur. En 1977, elle écrit que « la prostitution est un acte révolutionnaire ». Elle a développé une vision positive de ce qu'elle a appelé en janvier 2005 (dans la préface de Carnet de bal d'une courtisane) « un Art, un Humanisme et une Science ». Dans le même temps, elle reconnaît la difficulté du métier et dénonce toute exploitation. Ce livre lui vaut pourtant d'être prise à partie par les féministes favorables à l'abolition de la prostitution.

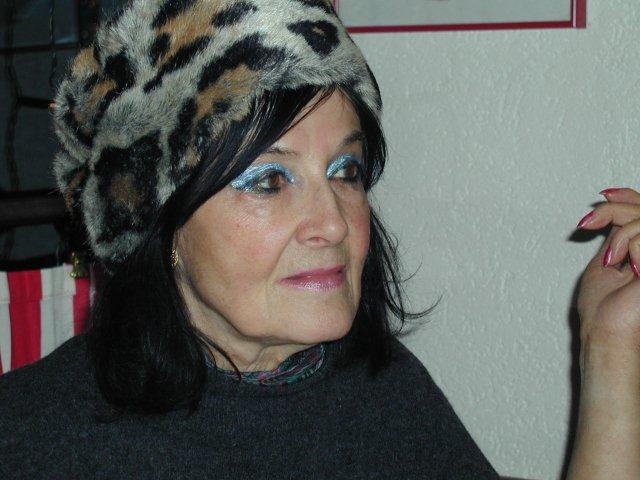
Grisélidis Réal à Genève en 2003.

Grisélidis Réal publie ses premiers textes dans la revue Écriture. Elle fait de son expérience de prostituée la matière de ses livres : ce sont là des témoignages et des plaidoyers pour la reconnaissance d'un statut, et en même temps des poèmes libérateurs. Le récit Le noir est une couleur (1974) frappe par le mélange singulier des tons : violence lyrique, hyperréalisme et onirisme ; s'y opposent deux mondes, celui de l'ordre et celui de la spontanéité, le monde des petits bourgeois et le monde des Tsiganes. Il s'agit pourtant d'un échec éditorial, qui ne trouvera le succès que lors de sa réédition en 2005. C'est dans le même registre qu'elle publie en 1992 La Passe imaginaire, « fruit d'une correspondance entretenue de l'été 1980 à l'hiver 1991 avec Jean-Luc Hennig », lequel lui a mis le pied à l'étrier dans le monde de l'édition.
En phase terminale d'un cancer, elle décède le 31 mai 2005, dans un centre de soins palliatifs de Genève, et est enterrée au cimetière du Petit-Saconnex. En mettant de l'ordre dans ses affaires, ses enfants découvrent des manuscrits dont l'un est publié en octobre 2008 : Suis-je encore vivante ? Journal de prison ; il s'agit en fait de sa première œuvre, écrite lors de sa détention en Allemagne.
Le 9 mars 2009, sa dépouille est transférée au cimetière des Rois à Genève malgré la polémique soulevée,. L'épitaphe « écrivain, peintre, prostituée » est gravée sur sa tombe conformément à sa volonté, affirmée publiquement : « Si vraiment les gens veulent conserver une tombe ou je ne sais quoi, […] il faut que ça serve à quelque chose. Que ça provoque encore un petit peu de scandale, et que les gens viennent baiser, forniquer, vraiment, là qu’ils se sentent libres de transgresser tous les tabous en disant : "Vraiment, cette bonne femme, elle mérite qu’on arrose sa tombe de foutre",. » Les projets de stèle commandés par sa famille sont refusés par deux fois par le Conseil administratif de la ville de Genève au motif qu'ils évoqueraient de manière trop explicite un sexe féminin.
En mai 2015 un projet modifié - sans renoncer à l'essentiel - est finalement accepté et la stèle est inaugurée en 2016. En 2024, une place de Genève lui est consacrée, dans le quartier des Pâquis (au bout de la rue Plantamour, peu avant la rive du Lac Léman).
Son fonds d'archives artistiques est conservé aux Archives littéraires suisses à Berne et son fonds d'archives militantes au Centre Grisélidis Réal - Documentation international sur la prostitution à Genève dans le quartier des Pâquis, où elles sont désormais ouvertes au public.
Son amie Françoise Courvoisier a édité ses poèmes en Suisse et créé des spectacles à son sujet au Théâtre de Poche de Genève, notamment Combats d'une reine, avec Judith Magre. Coraly Zahonero a aussi monté, dès 2013 à Genève puis à Avignon, un spectacle consacré à Grisélidis Réal. L'actrice Laure Calamy a donné, en septembre 2020, sur les ondes de France Inter, dans l'émission Boomerang présentée par Augustin Trapenard, une version particulièrement habitée du poème de Grisélidis Réal intitulé Mort d'une putain.

### Artiste peintre
- Techniques et matériaux : Grisélidis Réal utilise une grande variété de techniques et de supports. Son outil de préférence est le dessin. Ses techniques les plus employées sont la craie à l'huile sur toile et le stylo à bille sur papier. Elle utilise aussi le fusain, la mine de plomb, le crayon, le collage de feuilles aluminium et le feutre sur papier. Elle peint également à la gouache, à l'huile sur toile ou sur carton. Elle applique de la peinture textile sur les foulards en soie[19].
- Forme, style et iconographie : les œuvres, figuratives, parfois épurées, parfois surchargées de motifs ornementaux, montrent des créatures sauvages, magiques et sacrées. Les thématiques sont diverses : faune et flore idéales et fantasmées, mais aussi scènes intimes inspirées par sa vie personnelle.

## Œuvres
- Le noir est une couleur, Paris, Éditions Balland, 1974 ; Lausanne, Éditions d'en bas, 1989 ; Paris, Éditions Verticales, 2005 ; Paris, Gallimard (Folio), 2007
- Petite chronique des courtisanes, Écriture, éd. Bertil Galland, 1976
- La Passe imaginaire, Vevey, Éditions de l'Aire/Manya, 1992 ; Paris, Verticales, 2006
- À feu et à sang, recueil de poèmes écrits entre mai 2002 et août 2003, Genève, Éditions Le Chariot 2003
- Carnet de bal d'une courtisane, Paris, Verticales, 2005
- Les Sphinx, Paris, Verticales, 2006
- Suis-je encore vivante ? Journal de prison, Paris, Verticales, 2008
- Mémoires de l'inachevé (1954-1993), textes réunis et présentés par Yves Pagès, Paris, Verticales, 2011
- Chair vive. Poésies complètes, éditions Seghers, 2022

### Chanson
- Le Carnet de Grisélidis, paroles de Grisélidis Réal et Pierre Philippe, musique de Thierry Matioszek et Alain Bashung, chanson interprétée par Jean Guidoni sur l'album Putains, Universal, 1985

## Hommage
En décembre 2024, dans le cadre de la féminisation des noms de rue à Genève, la dénomination proposée par la Ville de Genève, place Grisélidis Réal dans « son » quartier des Pâquis, est validée par le Conseil d’État,.

### Sources
- « Grisélidis Réal », sur la base de données des personnalités vaudoises sur la plateforme « Patrinum » de la Bibliothèque cantonale et universitaire de Lausanne.
- Histoire de la littérature en Suisse romande, sous la direction de Roger Francillon, vol. 4, p. 235, 292, 452
- Grisélidis Réal, en 2002, s'exprime sur son combat pour une reconnaissance de la prostitution ; une archive de la Télévision suisse romande
- « Grisélidis Real s’en est allée » sur la-bas.org
- Alain Nicollier, Henry-Charles Dahlem, Dictionnaire des écrivains suisses d'expression française, Éditions GVA SA, Genève, 1991, p. 729-730.

### Documentaires
- Jacques Malaterre, Une courtisane libertaire, 2016.
- Marie-Eve De Grave, Belle de nuit, 2016.
- Natacha Giler et Vanessa Frochen, Carnets de bal, 2014.
- Harmonia Carmona, Muerte de una puta, 2005.
- Izzy Feferman, Liens maternels dans la prostitution, 1991.